# قلعه کوراوغلو
قلعه کوراوغلو (به لاتین: Koroğlu qalası) یا قلعه پاریسوسی (به ارمنی: Փառիսոսի բերդ) یک قلعه در جمهوری آذربایجان است که در روستای قلعه از توابع شهرستان گدابیگ واقع شده است.

## تاریخچه
نام این قلعه یعنی کوراوغلو از نام قهرمان ملی مردم ناحیه آذربایجان گرفته شده است. قلعه‌ها و دژهایی با همین نام در شهرستان شمکور، شهرستان تووز و شهرستان گدابیگ موجود است. ویژگی مشترک این قلعه‌ها، ساخته‌شدن در میان سده هجدهم میلادی است؛ همچنین این دژها دارای موقعیت و جایگاه استراتژیک و حساس هستند و در ارتفاع و بلندای زیادی و غیرقابل دسترس ساخته شده‌اند. برخی از کارشناسان و محققان بر این باورند که قدمت این قلعه بیشتر از میزان برآورد شده و زمان زندگی کوراوغلو است. به گفته آنها این قلعه‌ها میان سده‌های شانزدهم تا هفدهم میلادی ساخته شده‌اند.

## ویژگی‌ها
این قلعه در ارتفاع ۲۰۰۰ متری از سطح دریا قرار گرفته است. این روستا میان روستاهای قلعه‌کند و مسکین‌لی و بر روی قله یک صخره سنگی قرار گرفته؛ به‌گونه‌ای که تنها پیاده می‌توان به آن رسید. ضلع غربی برج روی یک صخره شیب‌دار است. ضخامت دیواره‌ها نزدیک یک متر است و در درون قلعه ویرانه آسیاب‌های بادی، تنور و مخزن آباد وجود دارد. به‌گفته ساکنان محلی، جاده‌های زیرزمینی پنهانی در زیر قلعه وجود دارند که هنوز پیدا نشده‌اند. 